# Phyllophaga sanctipauli
Phyllophaga sanctipauli är en skalbaggsart som beskrevs av Blanchard 1851. Phyllophaga sanctipauli ingår i släktet Phyllophaga och familjen Melolonthidae. Inga underarter finns listade i Catalogue of Life.